# Gålberget
Gålberget ist ein Dorf in der Gemeinde Örnsköldsvik in der schwedischen Provinz Västernorrlands län beziehungsweise der historischen Provinz Ångermanland, zirka 50 Kilometer nordwestlich von Örnsköldsvik. Es liegt etwa drei Kilometer westlich des Sees Storborgarn und am Lauf des Utterån, eines linken Zuflusses des Moälven, oberhalb von Uttersjö.